# Batara souris
Thamnophilus murinus
Espèce
Statut de conservation UICN

 LC  : Préoccupation mineure
Le Batara souris (Thamnophilus murinus) est une espèce de passereaux qui vit en Amérique du Sud à l'Est des Andes et en particulier en Guyane française.